# 大花野茉莉
大花野茉莉（学名：Styrax grandiflorus）为安息香科安息香属下的一个种。其种加词“Grandiflorus”意为“大花的”。